# Kiyota-ku (Sapporo)
Kiyota-ku (jap. 清田区) ist einer von zehn Stadtbezirken (ku) von Sapporo, der Hauptstadt der japanischen Präfektur Hokkaidō. Er ist 59,87 km² groß und liegt am südöstlichen Rand der Stadt. Der Stadtbezirk grenzt im Südwesten an Minami-ku, im Westen an Toyohira-ku, im Nordwesten an Shiroishi-ku, im Norden an Atsubetsu-ku, im Osten an die Stadt Kitahiroshima und im Süden an die Stadt Eniwa.

## Geographie
Der Name des Stadtbezirks kann mit „reines Reisfeld“ übersetzt werden. In Nord-Süd-Richtung ist sein Gebiet 15,3 km lang, in Ost-West-Richtung 7,8 km. Höchster Punkt ist der Shirahata-yama (322 m) in der hügeligen, überwiegend bewaldeten Südhälfte des Bezirks. Entwässert wird das Gebiet von den Flüssen Atsubetsu, Kiyota (mit dem Ariake-Wasserfall), Ōmagari, Yamabe und Yoshida, die alle zum Einzugsgebiet des Toyohira gehören. Ein Teil des Bezirks liegt in der Tsukisamu-Ebene, die durch die Eruption der Vulkane Tarumae und Eniwa entstand und mit vulkanischer Asche bedeckt ist.

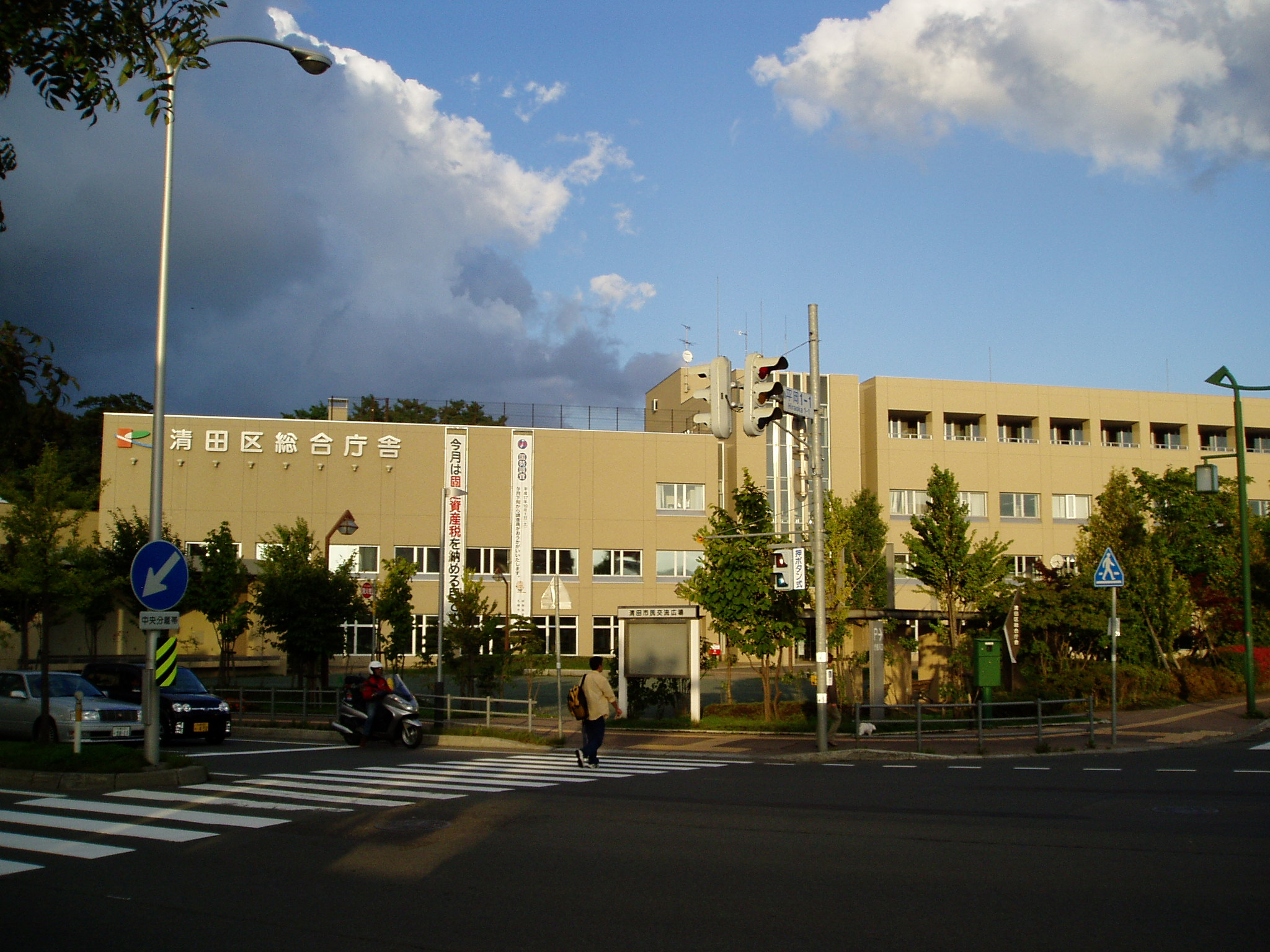
Rathaus von Kiyota-ku
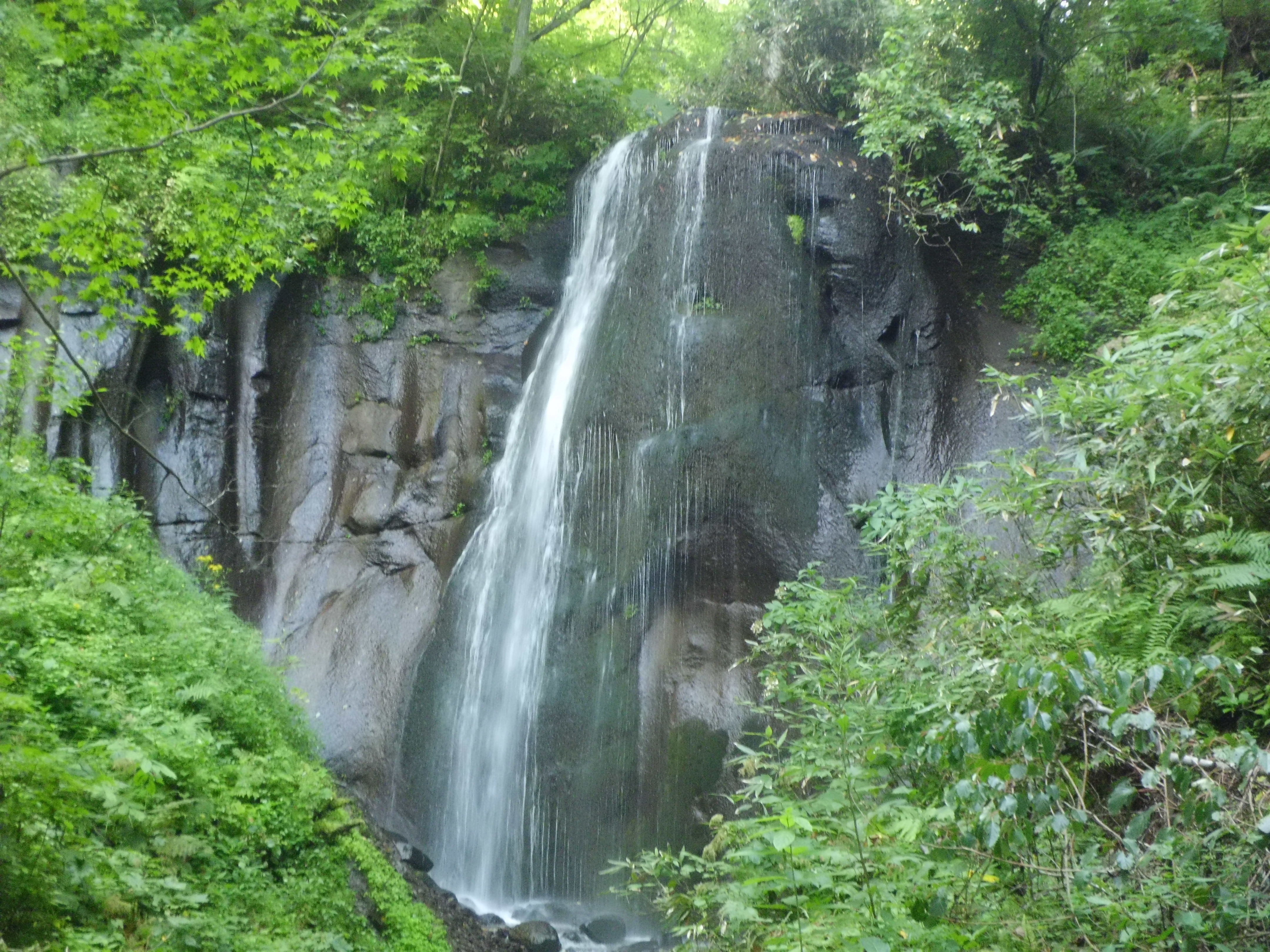
Ariake-Wasserfall
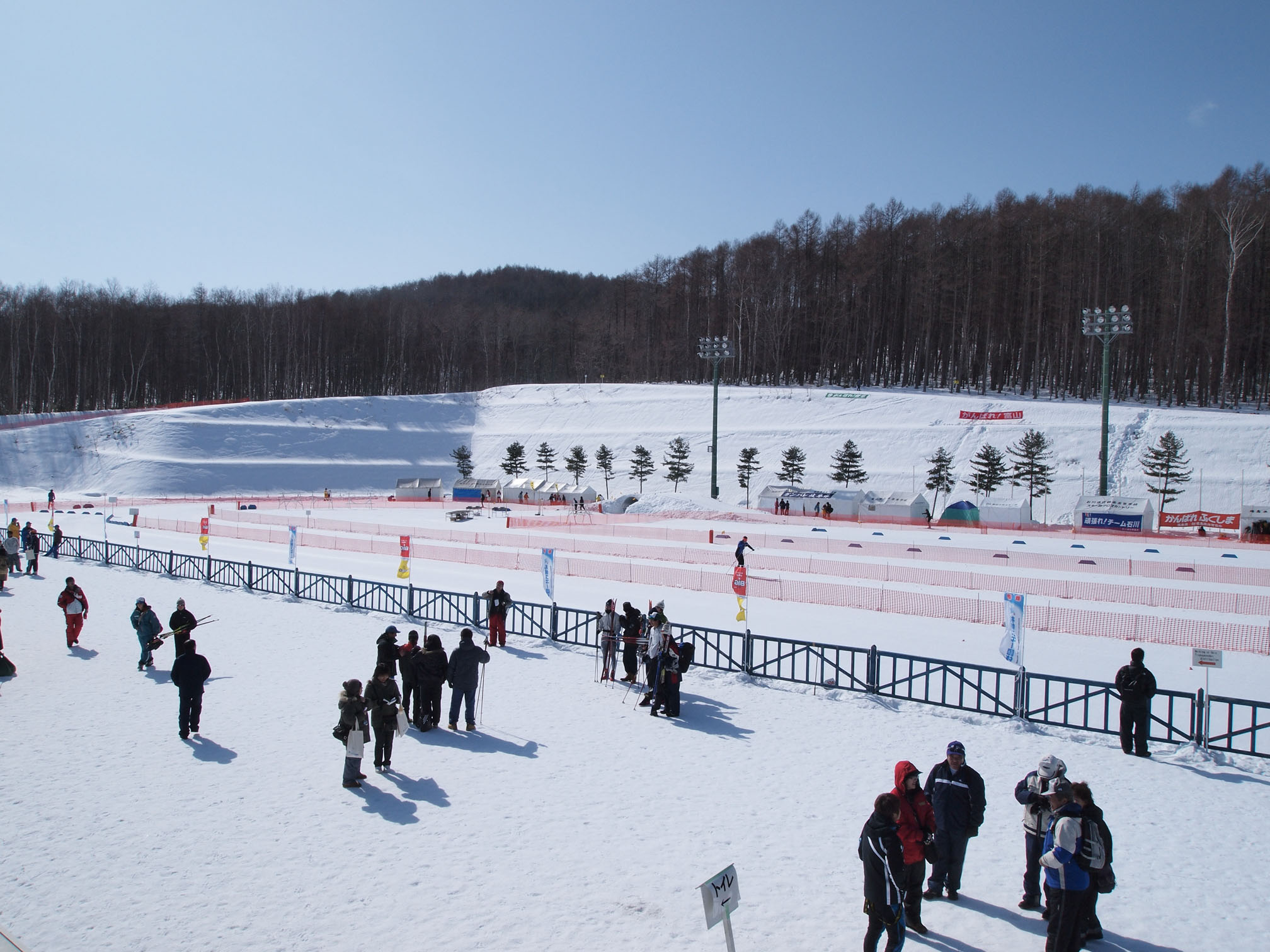
Shirohatayama-Langlaufstadion
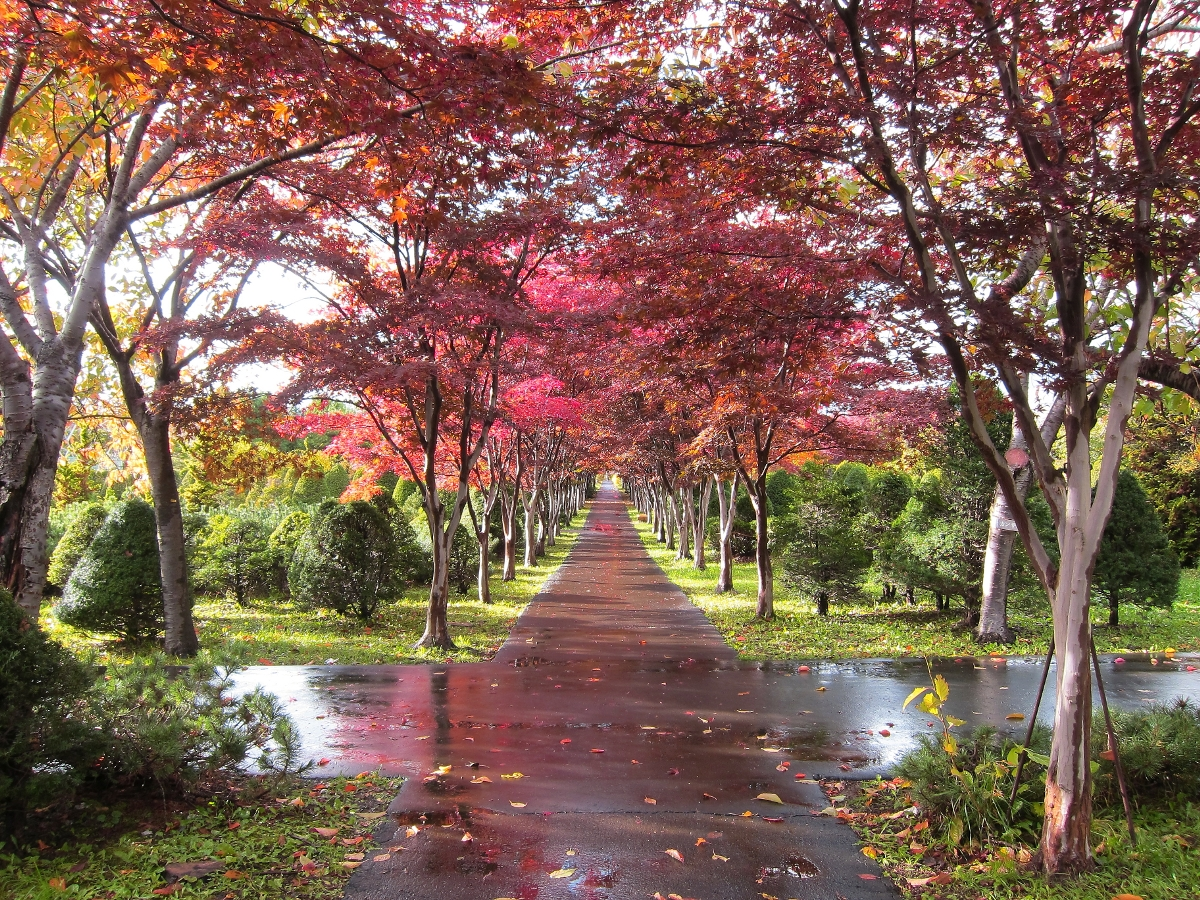
Botanischer Garten Hiraoka
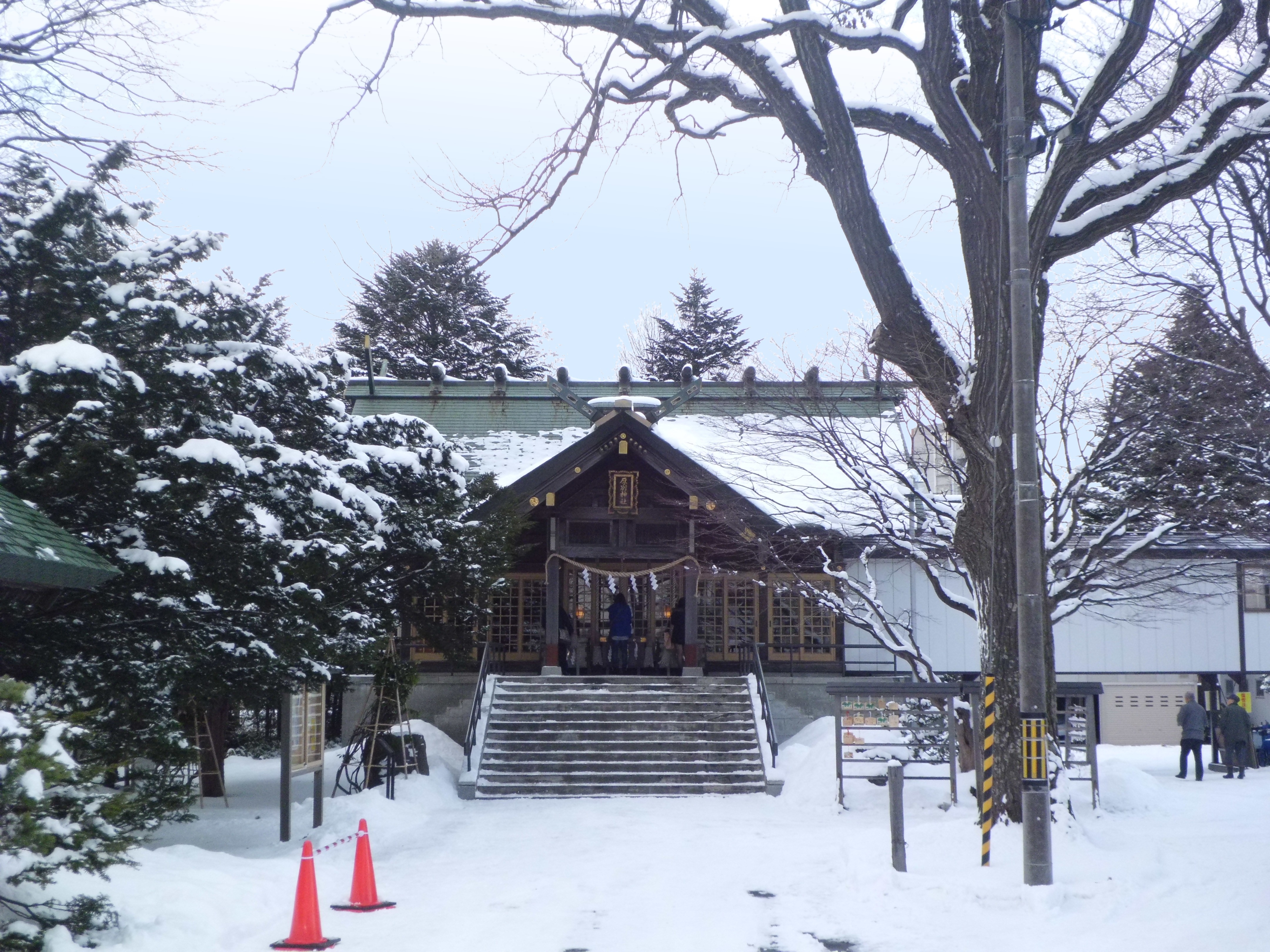
Atsubetsu-Schrein

## Geschichte
Die Erschließung der Gegend begann 1857 mit dem Bau einer Straße in Richtung Chitose, 1873 ließen sich die ersten Siedler nieder. Die Dörfer (mura) Hiragishi, Toyohira und Tsukisamu fusionierten am 1. April 1902 zur Gemeinde Toyohira, die zum Kreis (gun) Sapporo gehörte. 1908 erhielt die Gemeinde den Status einer kreisangehörigen Stadt (machi). Am 1. Mai 1961 fusionierte die Stadt Toyohira mit Sapporo, ab 1. April 1972 gehörte das Gebiet zum Bezirk Toyohira-ku. Die Regierung schuf den heutigen Bezirk Kiyota-ku am 4. November 1997 durch Abspaltung von Toyohira-ku. Im Shirahatayama-Stadion fand ein Teil der Langlaufwettbewerbe der Nordischen Skiweltmeisterschaften 2007 statt.

## Verkehr
Kiyota-ku ist der einzige Bezirk Sapporos, der nicht an das Eisenbahn- oder U-Bahn-Netz angebunden ist. Der öffentliche Verkehr wird ausschließlich von Buslinien privater Unternehmen bewältigt. Hauptverkehrsachsen sind die Nationalstraße 36 und die Hokkaidō-Autobahn, die beide in Richtung Chitose führen.

## Bildung

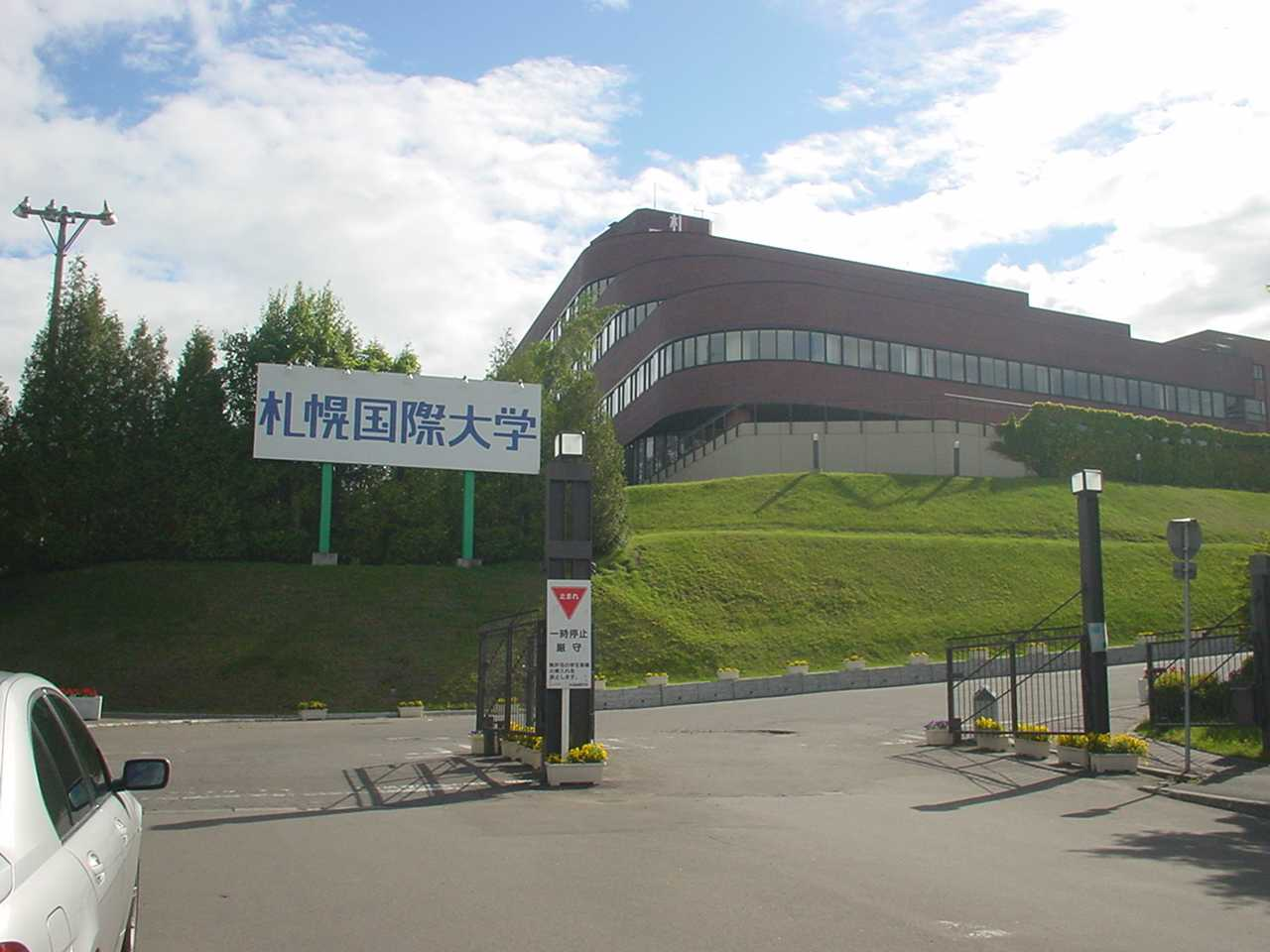
Internationale Universität

- Internationale Universität Sapporo
- Koreanische Schule (Ch’ongryŏn)